# Gary Russell
Pour les articles homonymes, voir Russell.
Gary Russell (né le 18 septembre 1963 à Maidenhead dans le Berkshire au Royaume-Uni) est un auteur indépendant britannique et un ancien enfant acteur. En tant qu'écrivain, il est principalement connu pour sa collaboration à la série télévisée Doctor Who. En tant qu'acteur, on se souvient de lui pour son rôle de Mick dans la série Le Club des Cinq.

## Présentation
Dans son enfance, Gary Russell tient à l'écran divers rôles principaux, comme dans The Phoenix and the Carpet, adaptation du roman de Edith Nesbit ou dans Le Club des Cinq sur ITV, adaptation au petit écran du roman d'Enid Blyton. Il fait également de la figuration dans Octopussy, film de la série des James Bond. Il fait par ailleurs des apparitions au théâtre.
Entre 1992 et 1995, il est éditeur de Doctor Who Magazine. Il est l'auteur d'un certain nombre de romans dérivés de Doctor Who et, en 2000, il coécrit avec le producteur Philip Segal le livre Doctor Who: Regeneration, le making-of du téléfilm Doctor Who en 1996, et l'adaptation en roman du téléfilm en 1996.
Il est l'auteur de The Art of The Lord of the Rings (à propos de la trilogie cinématographique du Seigneur des anneaux), également publié sous forme de trois livres séparés (un par film) et a collaboré à Gollum: How We Made Movie Magic avec Andy Serkis (concernant l'adaptation du personnage de Gollum). Son livre Doctor Who: The Inside Story est publié en octobre 2006, coïcidant avec son intégration à l'équipe de production de Doctor Who. En 2007, BBC Books publie son guide The Doctor Who Encyclopedia. La même année, il réalise la minie série The Infinite Quest.
Gary Russell partage son temps aujourd'hui entre Brockley dans le quartier South East de Londres où il vit, et Cardiff.

## Filmographie

### Acteur
- 1976 : The Phoenix and the Carpet (série télévisée)
- 1978 : Le Club des Cinq (série télévisée)
- 1980 : Dark Towers (série télévisée)
- 1982 : Schoolgirl Chums (programme de télévision)
- 1982 : A Shocking Accident
- 1993 : The Airzone Solution (vidéofilm)

### Scénariste
- 2002 : Doctor Who: Real Time (webcast)
- 2003 : Doctor Who: Shada (webcast)
- 2003 : Minuet in Hell (Audio)
- 2003 : Zagreus (Audio)
- 2003 : The Next Life (Audio)
- 2008 : Doctor Who : Agent Provocateur (comic book)
- 2016 : Prisoner Zero (série télévisée)